# Agnate
Agnatele (Agnatha) (din greaca a = fară + gnathos = maxilar, falcă) sau agnatostomii, agnatostomele (Agnathostomata) este o supraclasă (după unii autori clasă sau subîncrengătură) a vertebratelor cordate primitive acvatice, marine sau de apă dulce, asemănătoare peștilor, dar lipsite de fălci, opusă vertebratelor cu fălci (Gnathostomata). Agnatele actuale sunt reprezentate prin ciclostomi (Cyclostomata): petromizoni (chișcarii) și mixine. În cambrian, silurian și devonian au existat numeroși reprezentanți ai agnatelor cunoscuți cu denumirea de ostracodermi (Ostracodermi).
Agnatele sunt vertebratele cele mai primitive, fiind  niște "pești" foarte primitivi, cu cea mai simplă structură a corpului. Fălcile (maxilare) și dinții adevărați (dinții placoizi) lipsesc. De asemenea lipsesc înotătoarele perechi și centurile, acestea din urmă fiind slab indicate numai la formele fosile (ostracodermi). Aparatul bucal este adaptat pentru supt. Cavitățile nazale sunt contopite într-o singură nară (monorinie), ce se deschide în afară pe fața dorsală și mediană a capului. Au craniul incomplet (lipsește regiunea occipitală) din care motiv sunt denumite și hemicraniate. Corda dorsală este persistentă, iar segmentația ei este abia indicată, vertebrele nefiind încă individualizate. Scheletul este exclusiv cartilaginos la ciclostomi și, în parte, osificat la ostracodermi, la care s-a dezvoltat și un puternic schelet extern, de origine dermică. Branhiile sunt de origine endodermică, de unde li se trage și numele de endobranhiate. În urechea internă au două canale semicirculare.

## Caractere generale
Caracterele distinctive a agnatelor și a gnatostomelor sunt redate în următorul tabel:
| Agnate (Agnatha)                          | Gnatostome (Gnathostomata)                             |
| ----------------------------------------- | ------------------------------------------------------ |
| Fălcile lipsesc                           | Fălcile prezente                                       |
| Înotătoarele perechi lipsesc              | Înotătoarele perechi (pectorală și ventrală) prezente  |
| Urechea internă cu 2 canale semicirculare | Urechea internă cu 3 canale semicirculare              |
| Coarda dorsală persistentă la adulți      | Coarda dorsală persistă sau este înlocuită de vertebre |

## Descriere

### Exoscheletul
Ostracodermii primitivi aveau corpul acoperit cu solzi placoizi, care la formele mai evoluate s-au contopit în plăci (scuturi osoase) puternice, impregnate cu fosfat de calciu. Acest schelet dermic lipsește complet la ciclostomi.

### Endoscheletul
Endoscheletul agnatostomilor este puțin dezvoltat și este format din cartilaj și țesut conjunctiv; el este exclusiv cartilaginos la ciclostomi și, în parte, osificat la ostracodermi, la care s-a dezvoltat și un puternic schelet extern, de origine dermică.
Scheletul capului se compune dintr-un paleocraniu incomplet dezvoltat și dintr-un schelet visceral mai mult sau mai puțin complicat. Au craniul incomplet, lipsind regiunea occipitală, din care motiv sunt denumite și hemicraniate.
Cel de al doilea arc visceral nu este transformat în fălci (maxilare). De la lipsa fălcilor li se trage și numele de agnatostomi.
Coarda dorsală este persistentă (se păstrează în tot timpul vieții), iar segmentația ei este abia indicată, vertebrele nefiind încă individualizate  (vertebrele sunt lipsite de corp și reduse adesea la câțiva noduli cartilaginoși, neuniți între ei).

### Înotătoarele
Înotătoarele perechi (pectorale și ventrale) la formele actuale lipsesc complet, de asemenea și centurile, acestea din urmă fiind slab indicate numai la formele fosile (ostracodermi). Lipsa înotătoarelor perechi se pare că este primară.
Unii ostracodermi aveau după regiunea branhială plăci sau solzi dermici prevăzuți cu spini, care sunt considerați în general ca înotătoare pectorale. Aceste plăci sau solzi sunt însă formațiuni exoscheletice și deci nu sunt omoloage cu înotătoarele perechi ale peștilor gnatostomi.

### Musculatura
Miomerele ce compun benzile musculare laterale sunt întregi, adică nu sunt împărțite printr-un sept orizontal într-un segment dorsal și altul ventral, ca și la restul vertebratelor. Ca și la cefalocordate la fel și la agnatostomi, miomerele de pe latura stângă sunt așezate cu o jumătate de segment înaintea celor de pe latura dreaptă.

### Sistemul nervos
Creierul este mic și are toate veziculele sale așezate în același plan.
Caractere de primitivitate a sistemului nervos sunt lipsa tecii de mielină de la fibrele nervoase, independența, la petromizoni, a nervilor spinali dorsali și ventrali, lipsa ganglionilor simpatici și a cordonului nervos longitudinal care la gnatostomi unește nervii și ganglionii simpatici de pe fiecare latură a măduvei spinării.

### Organele de simț
Organele de simț sunt mai mult sau mai puțin deficiente.
La ciclostomi și cei mai mulți ostracodermi cavitățile nazale (sacii nazali) sunt contopite într-o singură nară sau fosa nazală (monorinie, din care cauză au fost numiți și monorinieni), ce se deschide în afară pe fața dorsală și mediană a capului. Această nară este inervată însă de o pereche de nervi. Ostracodermii heterostracei se pare că aveau însă două fose nazale.
În urechea internă nu există decât două canale semicirculare, cel orizontal lipsind.
La ciclostomi cei doi ochi dorsali sunt mai mult sau mai puțin bine dezvoltați și suprapuși, cărora la ostracodermi le corespunde un orificiu median în bolta craniului.

### Aparatul digestiv
Tubul digestiv nu are un stomac diferențiat, iar lobii ficatului au structură tubuloasă.
La ciclostomi tubul digestiv începe cu o pâlnie bucală, care în stare deschisă are forma rotundă sau ovală iar numele ciclostomilor se datorește gurii lor rotunde.
Fălcile (maxilarele) și dinții adevărați (dinți placoizi) din gură lipsesc. La petromizoni gura este căptușită cu numeroși dinți cornoși conici, numiți odontoizi, al căror număr, formă și așezare variază după genuri și specii. Mixinele n-au decât un mare dinte cornos așezat pe plafonul gurii și două șiruri de dinți mici pe vârful limbii.
Aparatul bucal este adaptat pentru supt. Ciclostomii se pot fixa prin sugere pe diferite obiecte și mai ales pe pești cărora le perforează peretele corpului, sugându-le sângele și carnea.

### Aparatul respirator
Branhiile (lamele branhiale) ciclostomilor în număr de 6-15 perechi au origine endodermică, de unde se trage și numele de endobranhiate, dat de Severțov agnatostomilor.
Fantele branhiale au formă de pungă (sac) cu pereți cutați musculoși (marsipobranhii), de la care se trage și numele de marsipobranhiate, dat ciclostomilor.

### Aparatul circulator
Aparatul circulator la ciclostomi, în general, se aseamănă cu al acraniatelor, dar aici deja s-a diferențiat inima, care constă dintr-un ventricul, un atriu și din sinusul venos. Conul arterial lipsește.
Hematiile sângelui sunt impregnate cu pigment respirator a cărui compoziție chimică este mai simplă decât a tuturor celorlalte vertebrate.

### Aparatul excretor
La ciclostomii adulți, organul excretor (rinichiul) este mezonefrosul  sau pronefrosul. Din partea posterioară a lor pleacă două uretere, care unindu-se cu conductele peritoneale formează un sinus urogenital. Canalul urogenital se deschide prin orificiul urogenital, așezat pe o papilă urogenitală îndărătul anusului. Ureterul primar servește numai la eliminarea produselor de excreție.

### Aparatul genital și reproducerea
Glandele genitale la ciclostomi sunt neperechi. Sexele, la petromizoni sunt separate, iar mixinele în tinerețe sunt hermafrodite. Produsele sexuale cad în cavitatea generală a corpului, de unde sunt eliminate prin conducte peritoneale scurte, care se deschid prin pori abdominali în sinusul urogenital. Masculii nu posedă organe copulatoare.
Fecundația este externă și se petrece în apă. Dezvoltarea poate fi prin metamorfoză sau directă.

## Originea și evoluția agnatelor
Ostracodermii au apărut cu aproximativ 500 milioane ani în urmă în cambrianul superior din epoca paleozoică. Ei au trăit aproximativ 200 de milioane de ani până în devonian și apoi treptat au dispărut.

## Bibliografie

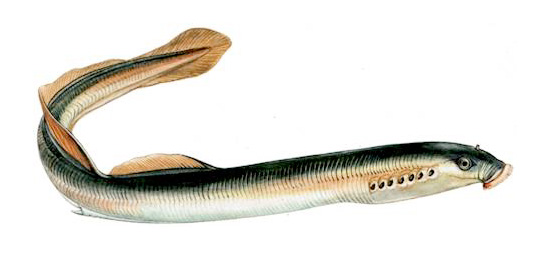